# Marshall Herskovitz
Marshall Herskovitz (Philadelphia, Pennsylvania, USA, 1952. február 23. –) zsidó származású négyszeres Primetime Emmy-díjas amerikai filmproducer, rendező és forgatókönyvíró.

## Élete
Rendezői karrierjét tévésorozatokkal kezdte, első filmje a Jack, a mackó volt 1993-ban. Rákövetkező munkája A velencei kurtizán című filmdráma 1998-ból, a harmadik rendezése pedig 2008-ra volt előjegyezve. Az 1990-es évek elején Edward Zwickkel közösen megalapította a Bedford Fallsra keresztelt produkciós céget. A vállalat első filmje a Szenvedélyek viharában volt 1994-ben, a legnagyobb sikerük Az utolsó szamurájhoz fűződik. Mindkét művet Zwick rendezte.
Herskovitz 2005 májusa óta a The Huffington Post elnevezésű politikai blog közreműködője.

## Filmjei

### Producerként
- 2008. The Lions of Al-Rassan
- 2007. Untitled Kip Williams Project
- 2006. Véres gyémánt (Blood Diamond)
- 2003. Az utolsó szamuráj (The Last Samurai)
- 2001. Nevem Sam (I Am Sam)
- 2000. Traffic
- 1998. A velencei kurtizán (Dangerous Beauty)
- 1994. Szenvedélyek viharában (Legends of the Fall)

### Rendezőként
- 2008. Quarterlife
- 1998. A velencei kurtizán (Dangerous Beauty)
- 1993. Jack, a mackó (Jack the Bear)

### Forgatókönyvíróként
- 2008. Quarterlife
- 2003. Az utolsó szamuráj (The Last Samurai)